# Niverka, Camenița
Niverka (în ucraineană Ніверка) este un sat în comuna Șustivți din raionul Camenița, regiunea Hmelnîțkîi, Ucraina.

## Demografie
Componența lingvistică a localității Niverka
     Ucraineană (98,8%)
     Rusă (1,2%)
Conform recensământului din 2001, majoritatea populației localității Niverka era vorbitoare de ucraineană (98,8%), existând în minoritate și vorbitori de rusă (1,2%).